# NGC 7603
NGC 7603 (również PGC 71035 lub UGC 12493) – galaktyka spiralna (Sb/P), znajdująca się w gwiazdozbiorze Ryb. Odkrył ją Albert Marth 23 października 1864. Należy do galaktyk Seyferta.

## Nietypowa para galaktyk
Z sąsiednią galaktyką PGC 71041 tworzy optyczną parę, skatalogowaną jako Arp 92 w Atlasie Osobliwych Galaktyk. Pracami nad nietypowością galaktyk zajmowali się m.in. Margaret Burbidge, Hilton Ratcliffe, Martín López-Corredoira, Carlos Gutierrez.
Według jednej z hipotez galaktyki te nie są ze sobą fizycznie związane, a PGC 71041 znajduje się dwukrotnie dalej od Ziemi niż jej większa towarzyszka.
Możliwe również, że NGC 7603 może stanowić dowód na brak powiązania przesunięcia ku czerwieni z odległością od obserwatora. López-Corredoira i Gutierrez – dwaj uczeni z Instituto de Astrofisica de Canarias prowadzili spektroskopowe obserwacje NGC 7603, odkryli oni dwa kolejne obiekty o różnych przesunięciach ku czerwieni (z), leżące dokładnie na włóknie łączącym jądra NGC 7603 i PGC 71041 (które mają jeszcze inne współczynniki z). Na podstawie ich pracy Ratcliffe stwierdził, że NGC 7603 jest bardzo ciekawym obiektem, ponieważ takie ułożenie 4 obiektów o różnych odległościach (przesunięciach ku czerwieni) w jedną całościowo wyglądającą projekcję jest wręcz bardzo nieprawdopodobne.